# 长梗庐山芙蓉
长梗庐山芙蓉（学名：Hibiscus paramutabilis var. longipedicellatus）为锦葵科木槿属庐山芙蓉的变种。分布于中国大陆的广西、云南等地，生长于海拔500米的地区，多生于山谷灌丛中，目前尚未由人工引种栽培。